# Prinz Eisenherz (1954)
Prinz Eisenherz (Originaltitel: Prince Valiant) ist ein US-amerikanischer Ritterfilm von Henry Hathaway aus dem Jahr 1954 mit Robert Wagner in der Titelrolle und James Mason als dem Anti-Helden. Als Vorlage diente die gleichnamige Comic-Serie von Hal Foster.

## Handlung
Nachdem der christliche König Aguar vom Thron gestürzt wurde, übernimmt der hinterhältige Wikinger Sligon die Macht in Thule. Der entmachtete König sieht sich gezwungen, mit seiner Familie nach Britannien zu fliehen. Dort angekommen, versteckt er sich mit seiner Gemahlin und seinem Sohn, Prinz Eisenherz, in einer abgelegenen Abtei. Als ihnen zu Ohren kommt, dass Sligon nach ihnen suchen lässt, schickt Aguar seinen Sohn nach Camelot an den Hof von König Artus. Dort soll Prinz Eisenherz sich bemühen, ein Ritter der Tafelrunde zu werden. 
Auf seinem Weg nach Camelot wird Eisenherz Zeuge, wie eine Gruppe von Wikingern einem Ritter in schwarzer Rüstung einen Handel vorschlägt. Sligon werde dem Schwarzen Ritter ein Heer an Kriegern entsenden, wenn er für ihn im Gegenzug das Versteck von Aguar in Erfahrung bringt. Eisenherz entkommt ihnen und trifft auf Sir Gawain, der ihn nach Camelot bringt. Dort berichtet er umgehend König Artus vom Schwarzen Ritter, der bisher nur für eine Fantasiegestalt gehalten wurde. Eisenherz wird daraufhin Knappe von Gawain, der ihm den Umgang mit Axt und Schwert beibringt. Ritter Brack will unterdessen dem Schwarzen Ritter auf die Spur kommen. Eisenherz zeigt ihm die Stelle, wo er den Schwarzen Ritter gesehen hatte. Als Brack ihn allein lässt, wird Eisenherz plötzlich mit Pfeilen beschossen. Schwer verletzt wird er von Prinzessin Aleta und ihrer Schwester Ilene gefunden. Die beiden jungen Frauen bringen ihn zum Schloss ihres Vaters, des Königs von Ord, wo sich Aleta in der Folgezeit hingebungsvoll um seine Genesung bemüht. Zum Missfallen ihres Vaters, der sie lieber Brack zur Frau geben will, verlieben sich Aleta und Eisenherz ineinander. Gemeinsam reisen sie schließlich nach Camelot, um den alljährlichen Ritterturnieren beizuwohnen.
Gawain wurde indes ebenfalls von Bogenschützen angegriffen und verletzt. Eisenherz stellt ihm Ilene vor, die schon seit langer Zeit heimlich in Gawain verliebt ist. Gawain, der glaubt, Ilene sei bereits an seinen jungen Knappen vergeben, verliebt sich stattdessen in Aleta. Bei einem darauffolgenden Turnier zu Pferd soll auf Wunsch des Königs von Ord der Sieger die Hand von Aleta erhalten. Auch Brack nimmt teil und triumphiert mit seiner Lanze spielend über einen Ritter nach dem anderen – bis Gawain sich ihm gegenüberstellt. Brack gelingt es jedoch, seinen Rivalen aus dem Sattel zu heben, wobei sich herausstellt, dass es sich eigentlich um Prinz Eisenherz in Gawains Rüstung handelt. Anschließend unterliegt Brack dem verwundeten Gawain, der nach seinem Sieg erschöpft vom Pferd rutscht. 
Weil er es gewagt hatte, sich als Ritter auszugeben, soll Eisenherz bestraft werden. Auf Fürsprache von Ritter Brack verzichtet König Artus jedoch darauf, Eisenherz zu inhaftieren. Bracks Großmütigkeit stellt sich als Trick heraus. Ein Bote hatte ihm kurz nach dem Turnier mitgeteilt, dass König Aguar und seine Frau aufgespürt worden seien. Brack spielt Eisenherz den Siegelring Aguars zu und verleitet ihn so, nachts Camelot zu verlassen und seinem Vater zu Hilfe zu eilen. Unterwegs wird er vom Schwarzen Ritter angegriffen, der sich schließlich als Brack zu erkennen gibt, und den Wikingern übergeben. Im Gegenzug wollen die Wikinger Brack dabei helfen, Artus den Thron zu entreißen. Aleta, die Eisenherz gefolgt war, wird zusammen mit ihm nach Thule verschleppt. Dort angekommen, weigert sich Eisenherz, Sligon die Namen jener Wikinger zu verraten, die König Aguar loyal zur Seite stehen. Während Eisenherz aus seiner Zelle entkommt, greifen einige dieser Wikinger Sligons Burg an. Obwohl sie zahlenmäßig unterlegen sind, gelingt es ihnen, Sligons Krieger zu besiegen, während Eisenherz Sligon zur Strecke bringt.
Zurück in Camelot wird Ritter Brack von Prinz Eisenherz beschuldigt, der Schwarze Ritter zu sein und den Sturz von König Artus betrieben zu haben. Es folgt ein erbitterter Schwertkampf auf Leben und Tod, bei dem Eisenherz als Sieger hervorgeht. Für seine Tapferkeit wird er anschließend von König Artus zum Ritter geschlagen. Da Gawain sich inzwischen in Ilene verliebt hat, steht dem gemeinsamen Glück von Prinz Eisenherz und Aleta nichts mehr im Weg.

## Hintergrund

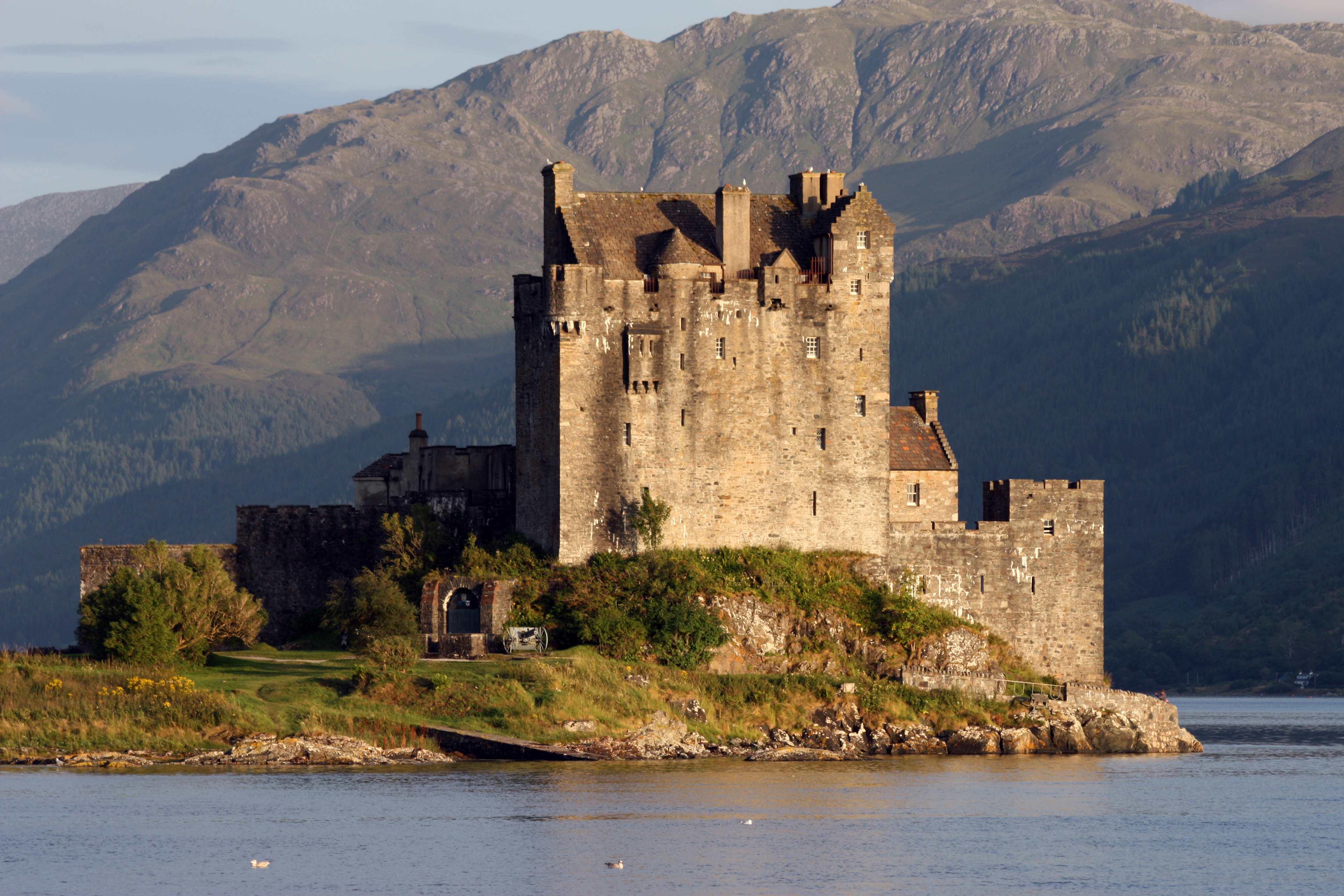
Eilean Donan Castle in Schottland, ein Drehort des Films

Henry Hathaways Verfilmung der 1937 erstmals erschienenen Comic-Serie von Hal Foster war einer der ersten Filme in CinemaScope. Ursprünglich sollte der Film der 20th Century Fox auch in 3D realisiert werden. Die Rolle des Gawain sollte eigentlich Victor Mature spielen. Er lehnte die Rolle jedoch ab und wurde daraufhin von 20th Century Fox suspendiert.
Gedreht wurde vom 16. Juli bis Mitte September 1953 in den Fox-Studios in Los Angeles, im San Fernando Valley und in Großbritannien, wo unter anderem das schottische Dorf Dornie sowie Alnwick Castle, Warwick Castle, Caernarfon Castle, Braemar Castle, Duart Castle und Eilean Donan Castle als Schauplätze des Films dienten. Für die Filmbauten waren Mark-Lee Kirk und Lyle R. Wheeler zuständig. Als Ausstatter traten Stuart A. Reiss und Walter M. Scott in Erscheinung. Das Szenenbild und die Kostüme, für die Charles Le Maire verantwortlich war, wurden Hal Fosters Comic-Zeichnungen nachempfunden.
Die Weltpremiere von Prinz Eisenherz fand am 2. April 1954 in Grauman’s Chinese Theatre in Los Angeles statt. In Deutschland kam der Film am 12. August 1954 in die Kinos. Am 25. Dezember 1975 wurde er vom ZDF erstmals im deutschen Fernsehen gezeigt. Im Jahr 2010 erschien er auf DVD und Blu-ray.

## Kritiken
Das Lexikon des internationalen Films befand, dass der Film „[s]chauprächtige Unterhaltung“ biete. Cinema bezeichnete ihn als „aufwendig ausgestattete[s] Ritterspektakel“ und zog das Fazit: „Galante Kostüme, knackige Zweikämpfe.“ Prisma sprach von einem „prächtig ausgestatteten und gut besetzten Mix aus Ritteraction und Abenteuerfilm“. Robert Wagner sei in einer seiner ersten Rollen „zu bewundern“ und James Mason überzeuge als Sir Brack.
Bosley Crowther von der New York Times zufolge habe Regisseur Henry Hathaway zusammen mit seinem Produktionsteam einen Kostümfilm geschaffen, der dem „Geist und Look der Comic-Vorlage“ absolut gerecht werde. Variety kam zu dem Schluss, dass der Film „etwas Überlänge“ habe. Dank der Regie, des Drehbuchs und der „umwerfenden Kulissen“ sei dies jedoch „akzeptabel“.

## Deutsche Fassung
Die deutsche Synchronfassung entstand 1954 in Berlin.
| Rolle                        | Darsteller      | Synchronsprecher       |
| ---------------------------- | --------------- | ---------------------- |
| Sir Brack                    | James Mason     | Ernst Wilhelm Borchert |
| Prinzessin Aleta             | Janet Leigh     | Marion Degler          |
| Prinz Eisenherz              | Robert Wagner   | Michael Chevalier      |
| Prinzessin Ilene             | Debra Paget     | Susanne Körber-Harlan  |
| Sir Gawain                   | Sterling Hayden | Siegfried Schürenberg  |
| Boltar                       | Victor McLaglen | Walther Suessenguth    |
| König Aguar                  | Donald Crisp    | Alfred Haase           |
| König Artus                  | Brian Aherne    | Paul Wagner            |
| König von Ord                | Barry Jones     | Alfred Balthoff        |
| Sir Kay                      | Tom Conway      | Konrad Wagner          |
| Anführer der Wikingerkrieger | Neville Brand   | Martin Held            |
| Erzähler                     | Michael Rennie  | Heinz Petruo           |
| Doktor                       | Percival Vivian | Eduard Wandrey         |